# Gabriel Ott
Gabriel Ott (* 18. März 1927 in Landsberg am Lech; † 2. Mai 2014) war ein deutscher Hochschullehrer und Politikwissenschaftler.

## Leben
Ott war der Sohn des Oberlehrers Alois Ott und dessen Frau Maria. Er besuchte die Volksschulen in Bernau (Chiemsee) Aschau und München und anschließend die Gymnasien in Traunstein, München und Weilheim. Er studierte von 1945 bis 1949 Geschichte, Philologie und Philosophie an der Universität München und absolvierte anschließend bis 1950 ein Referendariat am Theresiengymnasium. Von 1950 bis 1951 arbeitete Ott als Heimerzieher in Regensburg und war von 1951 bis 1962 Lehrer für Geschichte, Latein und Sozialkunde am Gymnasium in Passau.
Nach der Promotion zum Dr. phil. an der Philosophischen Fakultät der Universität München am 16. Mai 1961 in München erfolgte 1962 seine Berufung als Dozent für die Didaktik der Geschichte, Sozialkunde und Politikwissenschaft an die Pädagogische Hochschule Bamberg. Nach der Habilitation in Staats- und Rechtsphilosophie an der Universität Salzburg, wurde er 1971 zum ordentlichen Professor auf den Lehrstuhl für Politische Wissenschaft an der Gesamthochschule Bamberg ernannt. Bis zu seiner Emeritierung 1992, war er an dieser Einrichtung (seit 1979 Universität Bamberg) aktiv. In den Jahren 1972 und 1973 war er Fachbereichssprecher für den Bereich Erziehungswissenschaften und zugleich Dekan der Pädagogischen Fakultät Bamberg. Er gilt als einer der Mitbegründer des Diplomstudiengangs Politikwissenschaft an der dortigen Universität.

## Schriften (Auswahl)
- Das Bürgertum der geistlichen Residenzstadt Passau in der Zeit des Barock und der Aufklärung. Eine Studie zur Geschichte des Bürgertums. In: Neue Veröffentlichung des Instituts für Ostbairische Heimatforschung. 6, Neuefeind, Passau 1961, OCLC 1070681827 (Zugleich Hochschulschrift Universität München).
- Zeitlichkeit und Sozialität. Didaktik der Geschichte und der Politik in ihren anthropologischen Bezügen. München 1969, OCLC 310660123.
- Frühe politische Ordnungsmodelle. Kösel, München 1970, OCLC 442509750.
- Freiheit im Menschenbild des Kommunismus. In: Ringen um den Menschen: Freiheit in Ost und West. 27. Kongreß Kirche in Not 1977. (= Kirche in Not. Band 25). 1977, S. 31–44.
- Thomas Dehler. Hof 1985, ISBN 3-921615-60-7.